# Annual Review of Information Science & Technology
Annual Review of Information Science & Technology (ook ARIST) is een internationaal, aan collegiale toetsing onderworpen wetenschappelijk tijdschrift op het gebied van de informatiesystemen.
De naam wordt in literatuurverwijzingen meestal afgekort tot Annu. Rev. Inform. Sci. Tech.
Het wordt uitgegeven door de American Society for Information Science and Technology.